# Darnétal
Darnétal (wym. [daʁnetal]) – miejscowość i gmina we Francji, w regionie Normandia, w departamencie Sekwana Nadmorska.
Według danych na rok 1990 gminę zamieszkiwało 9779 osób, a gęstość zaludnienia wynosiła 1984 osoby/km² (wśród 1421 gmin Górnej Normandii Darnétal plasuje się na 28. miejscu pod względem liczby ludności, natomiast pod względem powierzchni na miejscu 695.).